# Colored People (canción)
"Colored People" es una canción escrita y grabada por la banda de rock cristiano DC Talk . La canción fue uno de varios singles de radio lanzados de su álbum de estudio de 1995, Jesus Freak. 

## Música y letras
"Colored People" es una canción pop rock basada principalmente en guitarras acústicas, una guitarra eléctrica de fondo y cuerdas ocasionales. Los versos son cantados por Kevin Max, mientras que los coros son compartidos por los tres miembros con Michael Tait al frente. Líricamente, la canción trata sobre la apreciación de la variedad racial, promoviendo la unidad y una "visión caleidoscópica de las relaciones raciales".

## Lanzamiento y aclamación
La canción fue lanzada como un sencillo en 1996 y recibió comentarios positivos de los críticos de música. La editora de Entertainment Weekly, Laura Jamison, dijo que el álbum Jesus Freak "combina voces texturizadas, guitarra agresiva y una composición sólida, especialmente en 'Coloured People'".
Además de "Jesus Freak" y "Between You and Me", "Colored People" se consideró fundamental para que DC Talk se generalizara.

## Otros lanzamientos
Varias versiones de "Colored People" han aparecido en varios lanzamientos oficiales de DC Talk, incluido el álbum de grandes éxitos Intermission. Se incluyó una versión en vivo de "Colored People" en el lanzamiento en vivo de 1997 Welcome to the Freak Show. "Colored People" también aparece en el álbum recopilatorio WOW 1998. 

### Versiones Cover
En el álbum tributo de DC Talk, Freaked!, Ayiesha Woods grabó una versión de "Coloured People" con The Gotee Brothers y John Reuben.

## Pistas
1. "Colored People" (Radio Edit)
2. "Colored People" (Album Version)
3. Call Out Research Hook